# Obstkuchen

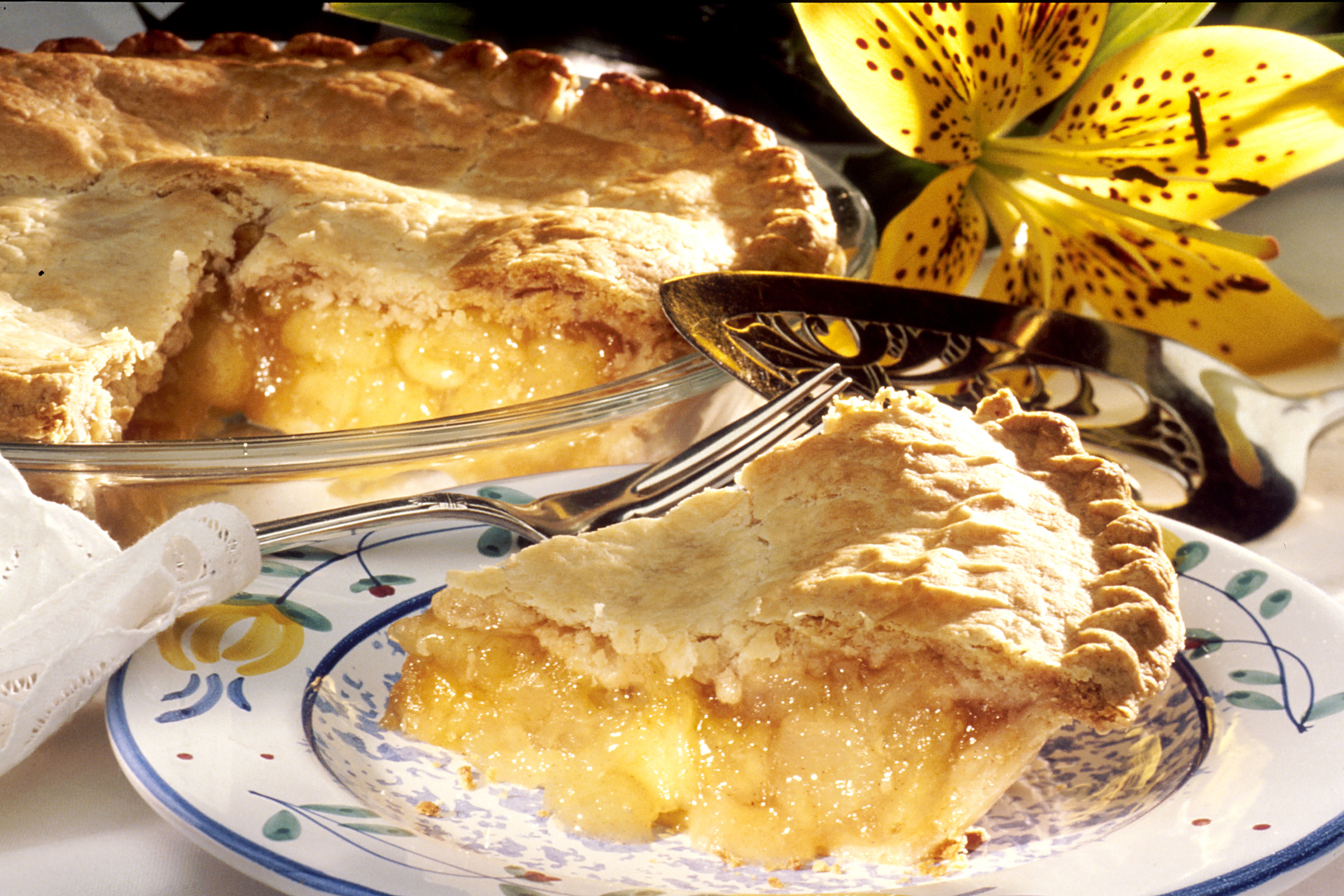
Apfelkuchen

Als Obstkuchen oder Früchtekuchen werden Kuchen verschiedener Zubereitung mit frischem oder konserviertem Obst bezeichnet. Er unterscheidet sich dadurch vom Früchtebrot, das mit Dörrobst zubereitet wird.
Obstkuchen mit frischem Obst werden meist zur jeweiligen Erntezeit des verwendeten Obstes zubereitet. Moderne Konservierungsmethoden lassen jedoch auch eine Zubereitung außerhalb der Saison zu.
Obstkuchen werden in Deutschland häufig mit Schlagsahne serviert.
Auch Obsttorten, also Torten mit Obstbelag, werden umgangssprachlich manchmal als Obstkuchen bezeichnet, viereckige Stücke vom Blech auch als Obstschnitte.

## Obstkuchen
Obstkuchen im eigentlichen Sinne sind Kuchen, bei denen das Obst – je nach verwendeter Obstart im Ganzen (Beerenobst) oder geschnitten (Äpfel, Birnen etc.) – mitgebacken wird.
Verwendung finden verschiedene Teige (Rührteig, Mürbeteig, Hefeteig). Bei der Zubereitung mit Rührteig wird das Obst in den Teig gebettet und sinkt bei einigen Kuchenarten während des Backens in diesen ein. Bei der Zubereitung mit Hefe- oder Mürbeteig kann der Kuchen blindgebacken werden, um ein Durchweichen zu verhindern. Das Obst wird nach dem Backen aufgelegt und mit Zucker bestreut.
Bei Obstkuchen werden, im Gegensatz zur Obsttorte, die Früchte mitgebacken. Das Obst kann offen liegen, mit Teig bedeckt (Gedeckte Obstkuchen) oder wie beispielsweise beim Rührkuchen mit Apfelstücken mit eingebacken sein.
Bekannte Beispiele für flache Obstkuchen auf Blech oder in runden Springformen gebacken sind: der Gedeckte Apfelkuchen aus Rührteig, Pflaumenkuchen (süddeutsch und österreichisch Zwetschgendatschi) aus Hefeteig und Tarte Tatin aus Mürbeteig.